# ScienceRise
«ScienceRise», або «Наукове сходження» — серія наукових журналів, що їх видає приватне підприємство «Технологічний центр». 

## Видання
Мультидисциплінарний журнал «ScienceRise»
Серії:
- «ScienceRise: Medical Science»
- «ScienceRise: Pedagogical Education»
- «ScienceRise: Pharmaceutical Science»
- «ScienceRise: Biological Science»
- «ScienceRise: Juridical Science».

## Журнали
- «ScienceRise: Biological Science» — журнал відкритого доступу, в якому публікуються оригінальні дослідження і літературні огляди з усіх питань біологічних наук. 2019 року було внесено до категорії Б переліку фахових журналів МОН України, попри заяви член-кореспондента НАМН України Світлани Арбузової про наявність у статтях, що там публікуються, численних порушень[1]. Академік НАН України Михайло Тукало повідомив МОН, що статті в цьому журналі не містять наукової новизни[2].
- «ScienceRise: Pharmaceutical Science» — журнал призначений для науковців, провізорів, лікарів, освітян, організаторів системи охорони здоров'я. Віднесений до категорії Б реєстру журналів.
- «ScienceRise: Juridical Science» з квітня 2020 року внесений у норвезьку базу даних ERIH PLUS[3]. Також віднесений до категорії Б реєстру наукових фахових журналів МОН України[4].
- Журнали «ScienceRise: Medical Science», «ScienceRise: Pedagogical Education» також віднесені до категорії Б реєстру журналів[5].

Окрім журналів видавництво проводить заочні наукові конференції та стажування